# Мэннинг, Ник
Ник Мэннинг (англ. Nick Manning, родился 28 мая 1967, Чикаго, Иллинойс, США) — американский порноактёр и режиссёр, член зала славы AVN.

## Биография
Родился в 1967 году в Чикаго, штат Иллинойс.
Дебютировал в порноиндустрии в качестве актёра в 2000 году, в возрасте 33 лет. С 2002 по 2011 год также занимался режиссёрской деятельностью. Снялся более чем в 960 порнофильмах.
В 2001 году появился в Thrills на Cinemax. Снимался в не-порнографических фильмах, например: For The Love of The Game, «Каждое воскресенье», сериал «Все мои дети» и телешоу «Беглец» (The Fugitive). Первая главная роль в не-порнографическом фильме — владелец стриптиз-клуба «Ян Бенедикт» в картине Cherry Bomb (2011).

## Премии
- 2003 AVN Award – лучший новичок-мужчина[5]
- 2003 NightMoves Award – лучший актёр (выбор редакции)[6]
- 2014 включён в зал славы AVN[7]

## Частичная фильмография
- Crank: High Voltage (2009) - Male Porn Star
- Cherry Bomb (2011) - Ian Benedict